# 美田線
美田線（：／ Mijeon seon */?）是一條連結慶尚南道密陽市三浪津邑的京釜線美田信號場與慶全線洛東江站，全長1.6公里的鐵道路線。

## 历史
美田線是一條三角線，使京釜線前往慶全線的列車無需經過三浪津站换向，可直接进入慶全線。美田線过去為單線，京釜線下行往慶全線方向的列車，在进入美田線时必须切割京釜線上行线，干扰了京釜線的列車運行，1994年发生美田信號所列車衝突事故，造成4死219伤，为了防止相似事故，美田線在2004年完成立体交差改良与复线化。2010年慶全線三浪津 - 馬山間電氣化同時，美田線也进行路线电气化，此后KTX得以经美田線駛入慶全線。
- 1945年6月1日：路线启用。
- 1994年8月11日：发生美田信號所列車衝突事故，釜山開往大邱方向的202次无穷花号列車无视停止信号，与大邱開往馬山方向的217次无穷花号列車相撞。[1]
- 2004年4月1日：进行与京釜線的立体交差改良，和路线复线化。
- 2010年12月15日：于慶全線複線電气化同時，进行路线电气化。

## 車站列表
| 中文站名   | 韓文站名 | 英文站名 | 站間距離（公里） | 營業距離（公里） | 接續路線 | 所在地   | 所在地 | 備註   |
| ---------- | -------- | -------- | ---------------- | ---------------- | -------- | -------- | ------ | ------ |
| 美田信號場 |          |          | 0.0              | 0.0              | 京釜線   | 慶尚南道 | 密陽市 | 信號所 |
| 洛東江     |          |          | 1.6              | 1.6              | 慶全線   | 慶尚南道 | 密陽市 |        |